# Willisburg (Kentucky)
Pour les articles homonymes, voir Willisburg.
Willisburg est une ville américaine située dans le comté de Washington, dans le Kentucky. Selon le recensement de 2020, sa population est de 300 habitants.